# Friesack
Friesack település Németországban, azon belül Brandenburgban. Lakosainak száma 2555 fő (2023. december 31.). Friesack Kleßen-Görne és Mühlenberge községekkel határos.

## Népesség
A település népességének változása:
| Lakosok száma | 2550 | 2538 | 2520 | 2537 | 2555 |
|               | 2017 | 2019 | 2021 | 2022 | 2023 |